# Nowosiółki
Nowosiółki este o arie protejată (sit de importanță comunitară — SCI) din Polonia întinsă pe o suprafață de 43,83 ha, integral pe uscat.

## Localizare
Centrul sitului Nowosiółki este situat la coordonatele 51°11′12″N 23°19′16″E / 51.1868°N 23.3211°E.

## Înființare
Situl Nowosiółki a fost declarat sit de importanță comunitară în octombrie 2009 pentru a proteja 2 specii de plante și 4 specii de animale.

## Biodiversitate
Situată în ecoregiunea continentală, aria protejată conține 6 habitate naturale: Mlaștini alcaline, Ape puternic oligomezotrofe cu vegetație bentonică cu Chara spp., Pajiști cu Molinia pe soluri calcaroase, turboase sau argilos-nămoloase (Molinion caeruleae), Fânețe de joasă altitudine (Alopecurus pratensis, Sanguisorba officinalis), Turbării active, Mlaștini turboase de tranziție și turbării mișcătoare.
La baza desemnării sitului se află mai multe specii protejate:
- plante (2): Angelica palustris, moșișoare (Liparis loeselii)
- nevertebrate (3): fluturele purpuriu (Lycaena dispar), Phengaris nausithous, Phengaris teleius
- reptile (1): țestoasa de baltă (Emys orbicularis)